# Paenga
Paenga ist eine kleine Siedlung im Tasman District auf der Südinsel von Neuseeland.

## Geographie
Die Siedlung befindet sich rund 17 km südwestlich von Murchison am Westufer des Maruia River. Der New Zealand State Highway 65 führt durch die Siedlung und verbindet sie nach Norden über den New Zealand State Highway 6 mit Murchison und rund 45 km südlich mit dem New Zealand State Highway 7.
Westlich der Siedlung erheben sich die nördlichen Ausläufer der Victoria Range mit den dahinter liegenden Brunner Range.